# Saint-Bihy
Saint-Bihy [sɛ̃biji] est une commune du département des Côtes-d'Armor, dans la région Bretagne, en France.

## Géographie

### Localisation
Saint-Bihy est située à l'intérieur des terres, à vol d'oiseau à 5 km au sud-ouest de  Quintin, la ville la plus proche, à 21,5 km au sud-ouest de Saint-Brieuc et à 100 km à l'ouest de Rennes.
| Le Vieux-Bourg |            | Le Fœil  |
|                | Saint-Bihy |          |
| Le Haut-Corlay | La Harmoye | Lanfains |

### Géographie physique
La commune est arrosée par le Gouët, un petit fleuve côtier breton qui se jette dans la Manche. Le Gouêt marque la limite nord de la commune, la séparant ainsi de la commune du vieux-Bourg. Son cours alimente un petit étang, l'étang de Grande Isle.
| - Carte topographique de la commune de Saint-Bihy. |

### Hydrographie
Pour un article plus général, voir Réseau hydrographique des Côtes-d'Armor.
La commune est située dans le bassin Loire-Bretagne. Elle est drainée par le Gouët et le Moulin du Bois,,.
Le Gouët, d'une longueur de 47 km, prend sa source dans la commune du Haut-Corlay et se jette  dans la baie de Saint-Brieuc en limite de Plérin et de Saint-Brieuc, après avoir traversé 16 communes. 
Deux plans d'eau complètent le réseau hydrographique : l'étang de la Grande Isle (7,78 ha) et l'étang du Moulin du Bois (4,37 ha),.

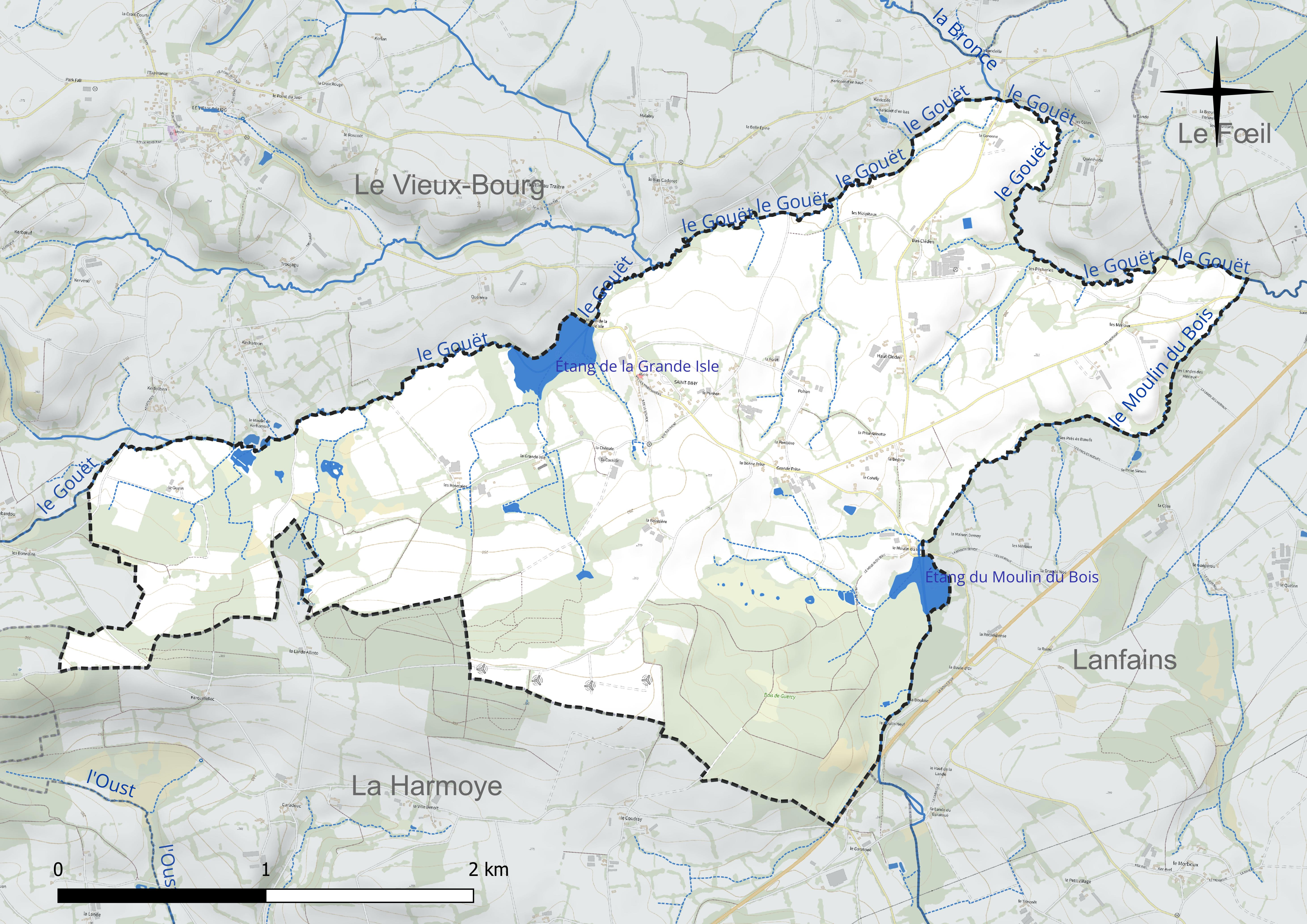
Réseau hydrographique de Saint-Bihy.

### Climat
Pour des articles plus généraux, voir Climat de la Bretagne et Climat des Côtes-d'Armor.
En 2010, le climat de la commune est de type climat océanique franc, selon une étude du Centre national de la recherche scientifique s'appuyant sur une série de données couvrant la période 1971-2000. En 2020, Météo-France publie une typologie des climats de la France métropolitaine dans laquelle la commune est exposée à un climat océanique et est dans la région climatique Finistère nord, caractérisée par une pluviométrie élevée, des températures douces en hiver (6 °C), fraîches en été et des vents forts. Parallèlement l'observatoire de l'environnement en Bretagne publie en 2020 un zonage climatique de la région Bretagne, s'appuyant sur des données de Météo-France de 2009. La commune est, selon ce zonage, dans la zone « Intérieur », exposée à un climat médian, à dominante océanique.  
Pour la période 1971-2000, la température annuelle moyenne est de 10,6 °C, avec  une amplitude thermique annuelle de 11,8 °C. Le cumul annuel moyen de précipitations est de 937 mm, avec 15 jours de précipitations en janvier et 7,7 jours en juillet. Pour la période 1991-2020, la température moyenne annuelle observée sur la station météorologique la plus proche, située sur la commune de Kerpert à 12 km à vol d'oiseau, est de 10,8 °C et le cumul annuel moyen de précipitations est de 1 088,9 mm,. Pour l'avenir, les paramètres climatiques de la commune estimés pour 2050 selon différents scénarios d'émission de gaz à effet de serre sont consultables sur un site dédié publié par Météo-France en novembre 2022.

## Urbanisme

### Typologie
Au 1er janvier 2024, Saint-Bihy est catégorisée commune rurale à habitat dispersé, selon la nouvelle grille communale de densité à 7 niveaux définie par l'Insee en 2022.
Elle est située hors unité urbaine. Par ailleurs la commune fait partie de l'aire d'attraction de Saint-Brieuc, dont elle est une commune de la couronne,. Cette aire, qui regroupe 51 communes, est catégorisée dans les aires de 200 000 à moins de 700 000 habitants,.

### Occupation des sols
L'occupation des sols de la commune, telle qu'elle ressort de la base de données européenne d’occupation biophysique des sols Corine Land Cover (CLC), est marquée par l'importance des territoires agricoles (71,6 % en 2018), en diminution par rapport à 1990 (73 %). La répartition détaillée en 2018 est la suivante : 
zones agricoles hétérogènes (36,9 %), forêts (28,4 %), terres arables (20,4 %), prairies (14,2 %). L'évolution de l’occupation des sols de la commune et de ses infrastructures peut être observée sur les différentes représentations cartographiques du territoire : la carte de Cassini (XVIIIe siècle), la carte d'état-major (1820-1866) et les cartes ou photos aériennes de l'IGN pour la période actuelle (1950 à aujourd'hui).

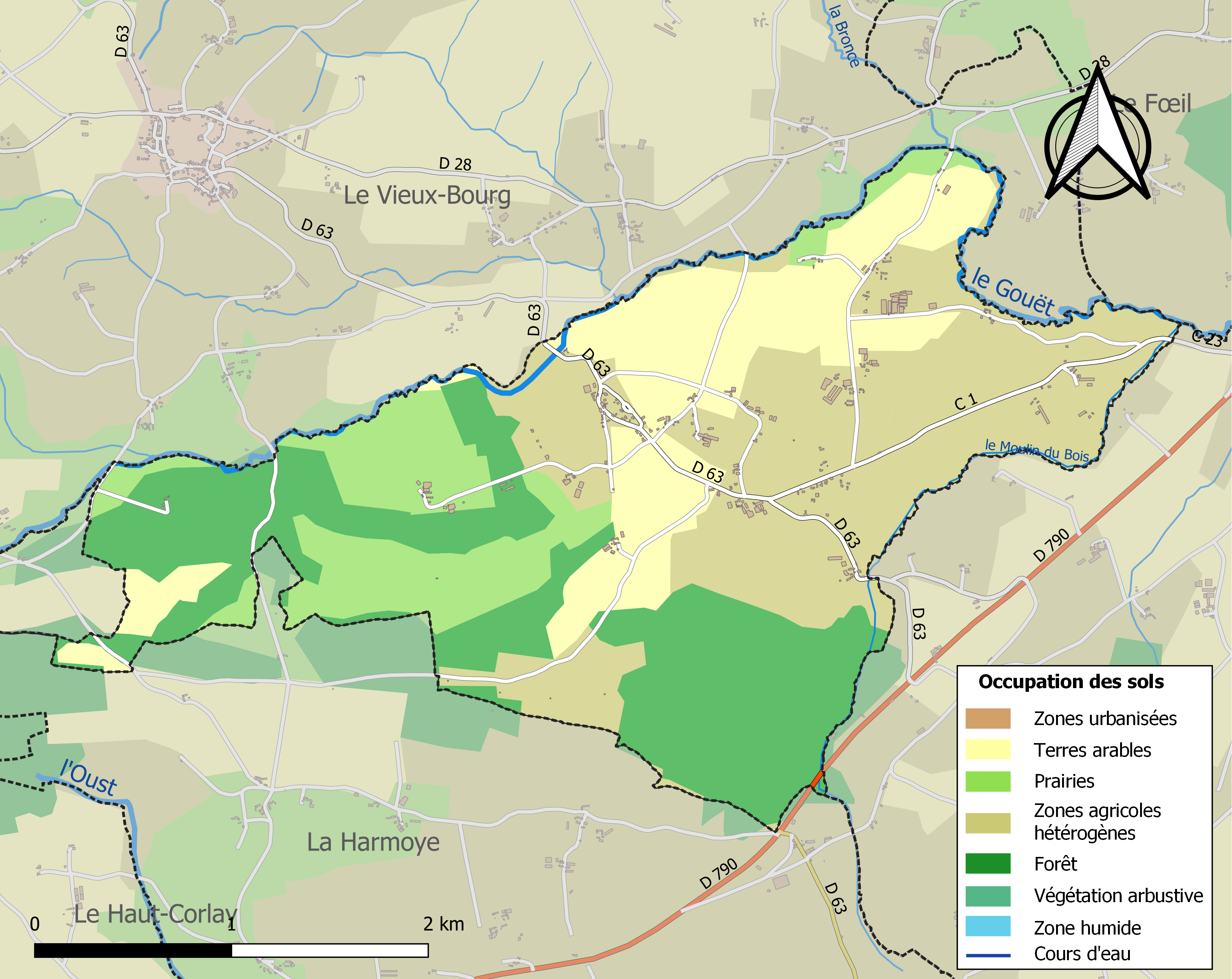
Carte des infrastructures et de l'occupation des sols de la commune en 2018 (CLC).

## Toponymie
Le nom de la localité est attesté sous les formes Tref de Saint-Bihy en 1543, Saint Euzèbe (vulgairement appelé Saint Behy) en 1654, Sainct-Behys en 1654, Saint-Bihy en 1705.
Le nom de la commune viendrait de Bihui (Bieuzy), saint breton et disciple de saint Gildas.

## Histoire

### LeXXesiècle

#### Les guerres duXXesiècle
Le monument aux morts porte les noms des 26 soldats morts pour la Patrie :
- 24 sont morts durant la Première Guerre mondiale.
- 2 sont morts durant la Seconde Guerre mondiale.

## Politique et administration
| Période                                  | Période                    | Identité            | Étiquette | Qualité                                    |
| ---------------------------------------- | -------------------------- | ------------------- | --------- | ------------------------------------------ |
| Les données manquantes sont à compléter. |                            |                     |           |                                            |
|                                          | janvier 1956 (décès)       | Joseph Le Roux      |           |                                            |
| Les données manquantes sont à compléter. |                            |                     |           |                                            |
|                                          | 1978                       | Pascal Pocard       |           | Menuisier, ancien premier adjoint          |
| ca. 1981                                 |                            | Pierre Rouzic       |           |                                            |
| mars 1983                                | mars 1989                  | Jean-Yves Bellec    |           | Moniteur d'atelier                         |
| mars 1989                                | 28 mars 2014               | Jean-Yves Guillemot | DVD       | Agriculteur Adjoint au maire (1983 → 1989) |
| 28 mars 2014                             | 1er avril 2014 (démission) | Dominique Pennors,  |           | Employé de banque                          |
| 7 avril 2014                             | 3 juillet 2020             | Jean-Yves Guillemot | DVD       | Agriculteur                                |
| 3 juillet 2020                           | En cours                   | Olivier Mérot       | SE        | Conducteur de ligne                        |

## Démographie
L'évolution du nombre d'habitants est connue à travers les recensements de la population effectués dans la commune depuis 1793. Pour les communes de moins de 10 000 habitants, une enquête de recensement portant sur toute la population est réalisée tous les cinq ans, les populations de référence des années intermédiaires étant quant à elles estimées par interpolation ou extrapolation. Pour la commune, le premier recensement exhaustif entrant dans le cadre du nouveau dispositif a été réalisé en 2006.

En 2022, la commune comptait 261 habitants, en stagnation par rapport à 2016 (Côtes-d'Armor : +1,78 %, France hors Mayotte : +2,11 %).
| 1793 | 1800 | 1806 | 1821 | 1831 | 1836 | 1841 | 1846 | 1851 |
| ---- | ---- | ---- | ---- | ---- | ---- | ---- | ---- | ---- |
| 516  | 516  | 519  | 495  | 491  | 485  | 450  | 443  | 409  |

| 1856 | 1861 | 1866 | 1872 | 1876 | 1881 | 1886 | 1891 | 1896 |
| ---- | ---- | ---- | ---- | ---- | ---- | ---- | ---- | ---- |
| 440  | 455  | 433  | 407  | 398  | 362  | 355  | 336  | 340  |

| 1901 | 1906 | 1911 | 1921 | 1926 | 1931 | 1936 | 1946 | 1954 |
| ---- | ---- | ---- | ---- | ---- | ---- | ---- | ---- | ---- |
| 354  | 349  | 360  | 298  | 266  | 240  | 228  | 226  | 201  |

| 1962 | 1968 | 1975 | 1982 | 1990 | 1999 | 2006 | 2011 | 2016 |
| ---- | ---- | ---- | ---- | ---- | ---- | ---- | ---- | ---- |
| 183  | 158  | 160  | 173  | 198  | 201  | 177  | 212  | 261  |

| 2021 | 2022 | - | - | - | - | - | - | - |
| ---- | ---- | - | - | - | - | - | - | - |
| 264  | 261  | - | - | - | - | - | - | - |

## Lieux et monuments
- Manoir de la Grand'Isle,  Inscrit MH (1967).

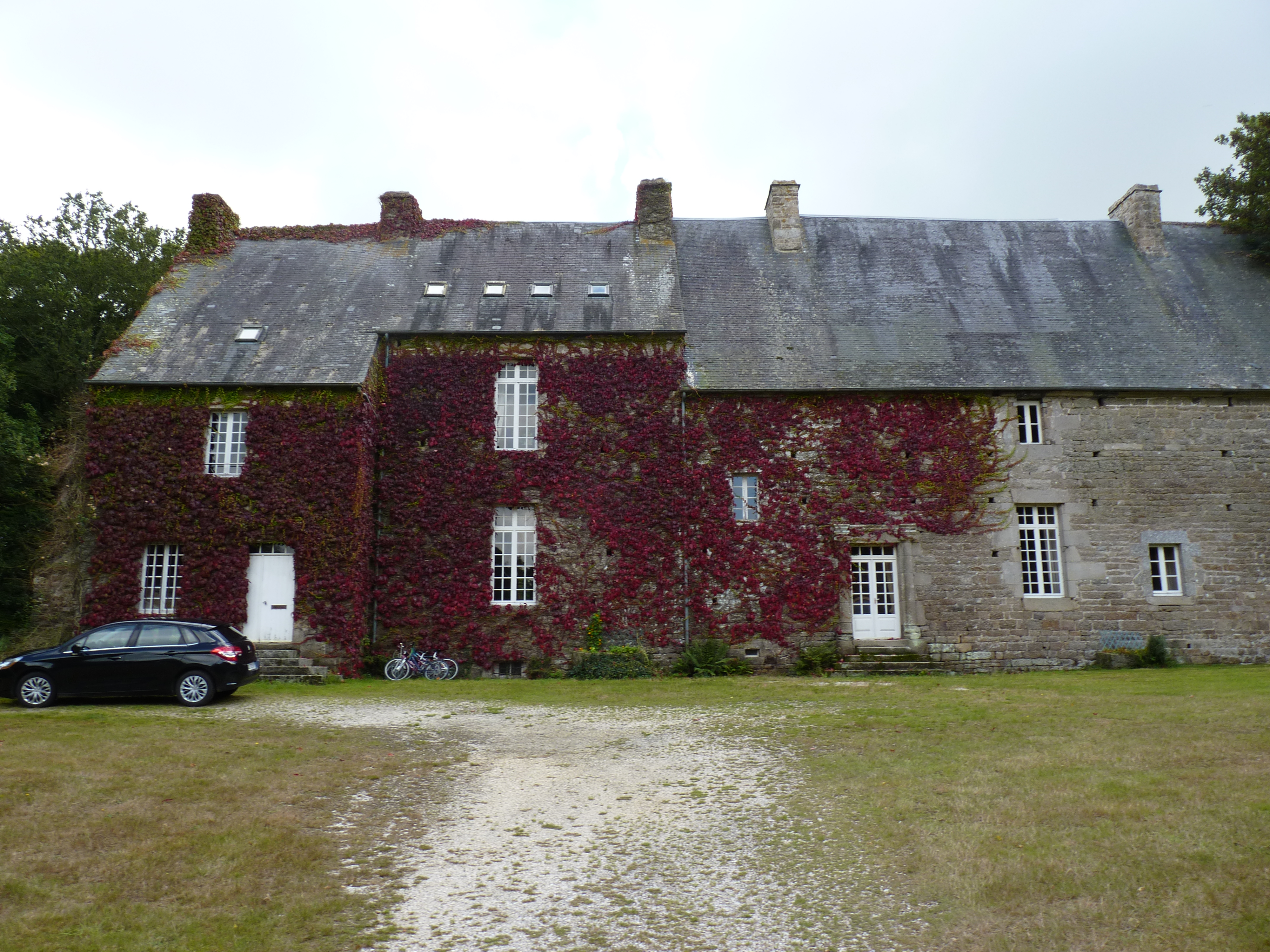
Manoir de la Grand'Isle.

- Il y a deux étangs à Saint-Bihy : l'étang de la Grande-Isle et l'étang du Moulin du Bois.
- Quatre éoliennes sont installées sur la commune au niveau de la lande des Pelletiers. Espacées de 280 mètres sur une zone de 200 ha, les éoliennes sont hautes de 90 mètres.
- Église Saint-Bihy.

## Associations
- Association Saint-Bihy en fête
- Les aînés ruraux
- Promouvoir la qualité de vie à SAINT-BIHY et ses alentours